# Джим Баннінг
Джеймс Пол Девід «Джим» Баннінг (англ. James Paul David «Jim» Bunning; 23 жовтня 1931, Соутгейт, Кентуккі — 26 травня 2017) — американський спортсмен і політик, член Республіканської партії. У 1987—1999 роках був представником штату Кентуккі в Палаті представників США, сенатор США від Кентуккі з 1999 по 2011 рік.
Як бейсболіст, грав у Детройт Тайґерс, Філадельфія Філліс, Піттсбург Пайретс і Лос-Анджелес Доджерс на позиції пітчера. 1996 року був включений до Зали слави бейсболу.